# Carthean
Kapitein Carthean (Engels: Captain Carthean), bekender als Karsh, is een personage uit de fictieve wereld Midden-aarde. Het personage is niet door J.R.R. Tolkien verzonnen maar komt alleen voor in het computerspel The Lord of the Rings: The Battle for Middle-earth II: The Rise of the Witch-king. 
Kapitein Carthean is een voormalige kapitein van het leger van Cardolan.
Nadat Angmar Rhudaur heeft veroverd is het volgende doel van de Tovenaar-koning Cadorlan. Als Carthean wordt geconfronteerd met Morgomir is hij niet bang.
Morgomir steekt hem met zijn Morgul-zwaard dood.
Hij is na zijn dood een grafgeest en wordt Karsh genoemd.
Karsh vecht daarna in het leger van Angmar onder leiding van de Tovenaar-koning tijdens de oorlog tussen Arnor en Angmar.
Als Angmar verslagen is en de Tovenaar-koning vlucht overleeft hij het.
Hij vecht daarna in Saurons legers, waarschijnlijk in het Noorden.
Karsh wordt uiteindelijk helemaal vernietigd tijdens de Oorlog om de Ring.